# Висунськ
Висунськ — село в Україні, у Березнегуватській селищній громаді Баштанського району Миколаївської області.  Розташований на правому березі річки Висуні (притока Інгульця), за 5 км від райцентру. До найближчої залізничної станції Березнегувате — 12 км. Звʼязаний автобусним сполученням з обласним центром. Через село проходить автошлях Херсон-Кривий Ріг.

## Історія
Поблизу села знайдено знаряддя праці доби пізньої бронзи, а в розкопаному кургані — предмети скіфсько-сарматських часів.
1767 року на місці майбутнього Висунська оселились гайдамаки і селяни-втікачі з північних районів України. У 1789 році уряд переселив сюди козаків з міста Батурина Новгород-Сіверського намісництва. Хоч поселення офіційно називалось Висунськом, жителі села ще й досі іменують себе батуринцями, а село — Батуринцем.
На час первого межування земель 1799 року у Висунську проживало 155 чоловік. За селом закріплено 10 884 десятини землі, в тому числі 10 736 придатної. За користування казенною землею поселенці сплачували подушний податок і виконували рекрутську, гужову та квартирну повинности.
У жовтні 1820 року Висунськ підпорядковано Управлінню чорноморських адміралтейських поселень, яке містилося в Миколаєві. На цей час в селі налічувалось однодворців - 186, монастирських селян — 5, поселенців - 226, козаків - 1017 - усього 1434 чоловіка. Жителів звільнили від рекрутчини, сплати подушного податку, але примусили виконувати різні роботи на миколаївських верфях.
У 1802—1920 роках — містечко (посад), яке належало Херсонській губернії.
12 грудня 1885 року відкрито церковно-парафіяльну школу. Двічі на рік відбувався ярмарок з оборотом у 15 тис. рублів. Щотижня — базар. Населення становило 5 тис. осіб.

## Населення
Згідно з переписом УРСР 1989 року чисельність наявного населення села становила 2162 особи, з яких 1023 чоловіки та 1139 жінок.
За переписом населення України 2001 року в селі мешкало 2189 осіб.

### Мова
Розподіл населення за рідною мовою за даними перепису 2001 року:
| Мова       | Відсоток |
| ---------- | -------- |
| українська | 95,16 %  |
| російська  | 3,61 %   |
| молдовська | 0,78 %   |
| білоруська | 0,27 %   |
| румунська  | 0,09 %   |
| німецька   | 0,05 %   |
| циганська  | 0,05 %   |

## Відомі уродженці
- Веденко Віктор Антонович (22 жовтня 1910 — 26 червня 1944) — учасник Другої світової війни, командир роти, лейтенант, Герой Радянського Союзу.
- Гелюта Василь Петрович (7 січня 1954 року) — український ботанік, міколог, доктор біологічних наук, заступник директора Інституті ботаніки імені М. Г. Холодного з наукових питань.
- Заморій Петро Костьович (25 червня 1906 — 25 березня 1975) — український геолог, геоморфолог, доктор геолого-мінералогічних наук, професор Київського університету.
- Ковтюх Єпіфан Іович (9 травня 1890 — 28 липня 1938) — радянський військовий діяч, герой громадянської війни, комкор.